# بومان إيراني
بومان إيراني (من مواليد 2 ديسمبر 1962) هو مصور محترف ومدبلج أصوات وممثل أفلام ومسرحي هندي. يعد واحدا من أقوى ممثلي الأدوار الثانوية ببوليوود، سواء في الكوميديا أو الدراما.

## جوائز
| السنة | نوع الجائزة                            | صنف الجائزة                                        | أفلام                           | النتيجة |
| ----- | -------------------------------------- | -------------------------------------------------- | ------------------------------- | ------- |
| 2004  | Screen Weekly                          | Award for Best Performance in a Comic Role         | Munnabhai M.B.B.S.              | فائز    |
| 2007  | جوائز فيلم فير                         | جائزة فيلم فير لأفضل أداء في دور سلبي ‏             | استمر يا مونا بهاي (فيلم هندي)  | لا      |
| 2010  | جوائز الشاشة (الهند)                   | Star Screen Award for Best Villain                 | ثلاثة بلهاء (فيلم هندي)         | فائز    |
| 2010  | جوائز فيلم فير                         | جوائز فيلم فير لأفضل ممثل مساعد ‏                   | ثلاثة بلهاء (فيلم هندي)         | فائز    |
| 2010  | جوائز الأكاديمية الدولية للفيلم الهندي | IIFA Award for Best Performance in a Negative Role | ثلاثة بلهاء (فيلم هندي)         | فائز    |
| 2013  | Kalakar Awards                         | Award for Best Actor                               | Shirin Farhad Ki Toh Nikal Padi | فائز    |